# Sessrúmnir
En la mitología nórdica, Sessrúmnir (del nórdico antiguo: que tiene muchos asientos) era el salón de Freyja en Fólkvangr. La mitad de los muertos en el campo de batalla (la otra mitad eran einherjar del Valhalla) vivían en Sessrúmnir. Otras leyendas dicen que mientras que el Valhalla es para los guerreros, el salón de Freyja es para los bardos y artesanos. 
Según la mitología, en Sessrúmnir también se reúnen los amantes separados por la muerte.